# Stal ocynkowana
Stal ocynkowana jest to stal zabezpieczona przed korozją poprzez nałożenie warstwy cynku.
Powłoka cynkowa chroni stal przez wiele lat i nie wymaga konserwacji. Ponadto można przedłużyć jej trwałość oraz nadać wyrobom pożądane walory estetyczne przez pokrycie ocynkowanej powierzchni dodatkową powłoką lakierniczą lub malarską.
Antykorozyjne właściwości powłok cynkowych polegają na tym, że cynk może tworzyć niezwykle odporne i bardzo trudno rozpuszczalne powłoki kryjące. Tworzą się one podczas kontaktu z powietrzem i wodą, składają się głównie z zasadowego węglanu cynku i to one są odpowiedzialne za właściwą ochronę przed korozją. Wprawdzie z biegiem lat są one w niewielkich ilościach znoszone przez wiatr i wpływy atmosferyczne, jednak z uwagi na znajdujący się pod nimi cynk powstają na nowo. Jakość uzyskiwanych powłok cynkowych (połysk, gładkość, grubość, przyczepność, itp.) jest na nich różna i zależy od składu chemicznego, w szczególności od zawartości węgla, fosforu i krzemu. Zawartość węgla i krzemu w stali nie powinna przekraczać łącznie 0,5%.